# Познањ
Познањ (пољ. Poznań, јид. פּױזן — Појзн) град је на западу централне Пољске са 540.146 становника (2023). Налази се на реци Варти. Један је од најстаријих градова у Пољској и важан је историјски, као и активан трговински, привредни и образовни центар. Познањ је пети највећи град у Пољској и четврти највећи индустријски центар. Такође је административни центар Великопољског војводства. У периоду од 968. до 1038. био је главни град Пољске.
Базилика Светог Петра и Павла у Познању је најстарија у земљи, и у њој се налазе гробови првих пољских владара: војводе Мјешка I, краља Болеслава Храброг, краља Мјешка II, војводе Казимира I Обновитеља, војводе Пшемисла I, и краља Пшемисла II.
Име града Poznań вјероватно потиче од личног имена Poznan (према партиципу пољског језика: poznan(y). Такође је могуће да је име града непосредно изведено од глагола poznać, познати, препознати.

## Географија
Познањ покрива површину од 261,3 км2 и има координате у опсегу 52°17'34''–52°30'27''N, 16°44'08''–17°04'28' 'E. Његова највиша тачка, са надморском висином од 157 метара је врх Мораског брда у оквиру природног резервата "Морашко метеорит" на северу града. Најнижа надморска висина је 60 метара, у долини реке Варте.
Главна река која пролази кроз Познањ је Варта, која протиче кроз град у смеру Југ-Север. Како се приближава центру града, дели се на два крака - један којим тече западно и други којим тече источно од острва Тумски, и поново се спајају идући даље на север. Друге притоке Варте унутар Познања су поток Јуниково (Струмјен Јуниковски), који протиче кроз јужни Познањ са запада, сусрећући се са Вартом непосредно изван границе града у Лубону; Богданка и Вјерзбак, раније две одвојене притоке које су текле са северозапада и дуж северне стране центра града, сада са својим доњим деловима преусмереним под земљу.
Центар града – укључујући Стари град и многе друге важне зграде и градске четврти – лежи на западној страни Варте. Насупрот њему, између два крака Варте, налази се острво Тумски, у којем се налазе катедрала и друге црквене зграде, као и стамбени и индустријски објекти. Насупрот катедрали на источној обали реке налази се историјски кварт Сродка. Велике површине стамбених блокова, грађених од 1960-их па надаље, укључују насеља "Ратаје" на истоку и "Виногради" и "Пјатково" северно од центра града. Старије стамбене и пословне четврти укључују насеља "Вилда", "Лазар" и "Горчин" на југу и "Јежице" на западу. Постоје и значајне површине шума унутар граница града, посебно на истоку и око језера на северозападу.

## Клима
Клима Познања је у прелазној зони између влажне континенталне и океанске климе. Град карактеришу релативно хладне зиме и топлија лета. Снег је чест зими, када су ноћне температуре обично испод нуле. Лети температуре често могу достићи 30 °C. Годишња количина падавина је виша од 500 мм, што је и даље међу најнижим количинама у Пољској. Најкишовитији месец је јул, углавном због кратких, али интензивних налета хладних фронтова и циклона. Број сунчаних сати је међу највећим у земљи.
Клима у овој области има благе разлике између високих и најнижих, а падавина има довољно током целе године.

## Саобраћај
Град је важан транзитни центар, а саобраћајна мрежа у граду и околини је добро развијена.
Познањ има један од највећих аеродрома на западу Пољске. Највише путника је забележено током 2019. године - преко 2 милиона и 300 хиљада путника.
Са завршетком ере комунизма 1989. године, градска улагања у саобраћај су углавном била у виду јавног саобраћаја. Док се број аутомобила од 1989. најмање удвостручио, општинска политика се концентрисала на побољшање јавног превоза, који се углавном састоји од трамваја и градских и приградских аутобуса. Планирају се нове трамвајске пруге, укључујући и деонице брзог трамваја "Пестка", а возни парк се мења савременим нископодним возилима као што су трамваји "Solaris Tramino/Combino" и "Moderus Gamma" и аутобусе као што је "Solaris Urbino".

## Демографија
| 1946.   | 1980.   | 1995.   | 2000.   | 2005.   | 2010.   | 2012.   |
| ------- | ------- | ------- | ------- | ------- | ------- | ------- |
| 267.978 | 552.938 | 581.171 | 574.896 | 567.882 | 551.627 | 550.742 |

## Партнерски градови
- Асен
- Брно
- Харков
- Ђер
- Хановер
- Јивескиле
- Кутаиси
- Наблус
- Нотингамшир
- Позуело де Аларкон
- Ранана
- Рен
- Шенџен
- Толидо
- Лесковац
- Пловдив

## Галерија
- Базилика у Познању
- Стари трг у Познању